# Omar Bencomo Jr.
Omar David Bencomo Lamas (Valencia, Carabobo, Venezuela, 10 de febrero de 1989) es un lanzador venezolano de béisbol profesional que juega para los Bravos de León de la Liga Mexicana de Béisbol.
Es hijo del también lanzador Omar Bencomo.

## Carrera profesional
El 29 de enero de 2007, Bencomo firmó con los Tampa Bay Rays como agente libre no reclutado y jugó en su sistema hasta el 2011. Jugó solo en la Liga de Invierno venezolana en 2013 y 2014 antes de firmar con Wichita Wingnuts de la Asociación Americana de Profesionales Independientes. Béisbol para 2015. 
El 7 de agosto de 2015, firmó un contrato de ligas menores con los Mellizos de Minnesota y jugó con ellos hasta 2016.
Bencomo firmó un contrato de ligas menores con los Miami Marlins para 2017 y fue seleccionado como miembro del equipo nacional de béisbol de Venezuela en el Clásico Mundial de Béisbol 2017.